# Witney (circumscripció electoral del Regne Unit)
Witney és una circumscripció comtal d'Oxfordshire representada a la Cambra dels Comuns del Parlament del Regne Unit. Elegeix un diputat mitjançant un sistema d'escrutini uninominal majoritari (first-past-the-post, en anglès) i fou creada per a les eleccions de 1983.
Actualment, la circumscripció és representada pel Primer Ministre David Cameron.

## Història

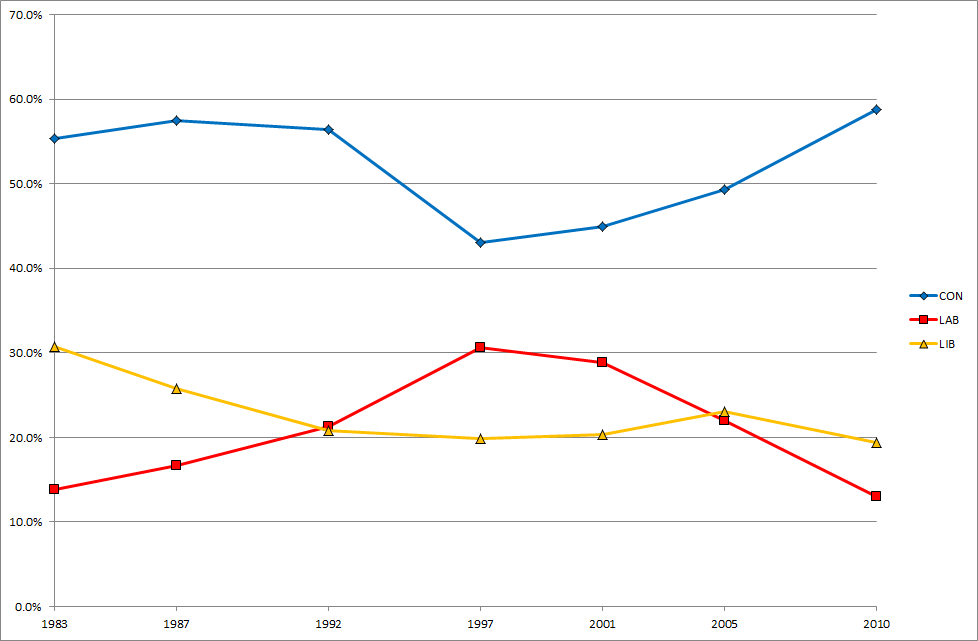
Resultats electorals a Witney des de 1983

La circumscripció és un escó segur per al Partit Conservador. El seu primer diputat fou Douglas Hurd, que fou ministre als governs de Margaret Thatcher i John Major i deixà el càrrec l'any 1997.
Hurd fou succeït per Shaun Woodward a les eleccions de 1997. Tanmateix, Howard passà al Partit Laborista el 1999, creant una situació curiosa en què Witney tenia un diputat laborista. Woodward decidí no presentar-se com a candidat laborista a Witney i es traslladà a l'escó segur laborista de St Helens sud, seguint l'exemple d'Alan Howarth a les eleccions de 1997.
David Cameron fou elegit diputat de Witney a les eleccions de 2001 i ha ocupat el càrrec des d'aleshores. Al desembre de 2005 es convertí en líder del Partit Conservador i al maig de 2010 fou elegit primer ministre del Regne Unit.

## Composició
Fins al 1974, gran part de l'actual circumscripció de Witney formà part de la circumscripció de Banbury, que també incloïa Banbury, Chipping Norton i Woodstock. Entre el 1974 i el 1983, aquesta àrea formà part de la circumscripció del centre d'Oxfordshire, juntament amb parts de Bullingdon i Ploughley. Witney ha estat una circumscripció de ple dret des del 1983, que conté tot el districte de l'Oest d'Oxfordshire i dos poblets propers a Oxford que es troben a l'àrea corresponent al districte de Cherwell.

## Diputats
| Eleccions | Eleccions | Diputat/da     | Partit      | Notes                                                                                        |
| --------- | --------- | -------------- | ----------- | -------------------------------------------------------------------------------------------- |
|           | 1983      | Douglas Hurd   | Conservador | Posteriorment Baró Hurd de Westwell, ministre de 1984 a 1995                                 |
|           | 1997      | Shaun Woodward | Conservador | Diputat de St Helens sud des de 2001; posteriorment secretari d'estat per a Irlanda del Nord |
|           | 1999      | Shaun Woodward | Laborista   | Diputat de St Helens sud des de 2001; posteriorment secretari d'estat per a Irlanda del Nord |
|           | 2001      | David Cameron  | Conservador | Líder del Partit Conservador des de 2005; primer ministre des de 2010                        |

## Eleccions

### Dècada de 2010
| Eleccions de 2010: Witney | Eleccions de 2010: Witney                       | Eleccions de 2010: Witney                       | Eleccions de 2010: Witney | Eleccions de 2010: Witney | Eleccions de 2010: Witney |
| Partit                    | Partit                                          | Candidat/a                                      | Vots                      | %                         | ±%                        |
| ------------------------- | ----------------------------------------------- | ----------------------------------------------- | ------------------------- | ------------------------- | ------------------------- |
|                           | Conservador                                     | David Cameron                                   | 33.973                    | 58,8                      | +9,4                      |
|                           | Liberal Demòcrata                               | Dawn Barnes                                     | 11.233                    | 19,4                      | -3,6                      |
|                           | Laborista                                       | Joe Goldberg                                    | 7.511                     | 13,0                      | -9,0                      |
|                           | Verd                                            | Stuart Macdonald                                | 2.385                     | 4,1                       | +0,9                      |
|                           | UKIP                                            | Comte Nikolai Tolstoi                           | 2.001                     | 3,5                       | +1,0                      |
|                           | Monster Raving Loony                            | Howling Laud Hope                               | 234                       | 0,3                       |                           |
|                           | Independent                                     | Paul Wesson                                     | 166                       | 0,3                       |                           |
|                           | Independent                                     | Johnnie Cook                                    | 151                       | 0,3                       |                           |
|                           | Regionalista de Wessex                          | Colin Bex                                       | 62                        | 0,1                       |                           |
|                           | Independent                                     | Aaron Barschak                                  | 53                        | 0,1                       |                           |
| Majoria                   | Majoria                                         | Majoria                                         | 22.740                    | 39,4                      | +13,1                     |
| Participació              | Participació                                    | Participació                                    | 57.769                    | 73,8                      | +3,9                      |
|                           | Circumscripció defensada pel Partit Conservador | Circumscripció defensada pel Partit Conservador | Canvi                     |                           |                           |

### Dècada de 2000
| Eleccions de 2005: Witney | Eleccions de 2005: Witney                       | Eleccions de 2005: Witney                       | Eleccions de 2005: Witney | Eleccions de 2005: Witney | Eleccions de 2005: Witney |
| Partit                    | Partit                                          | Candidat/a                                      | Vots                      | %                         | ±%                        |
| ------------------------- | ----------------------------------------------- | ----------------------------------------------- | ------------------------- | ------------------------- | ------------------------- |
|                           | Conservador                                     | David Cameron                                   | 26.571                    | 49,3                      | +4,3                      |
|                           | Liberal Demòcrata                               | Liz Leffman                                     | 12.415                    | 23,0                      | +2,7                      |
|                           | Laborista                                       | Tony Gray                                       | 11,845                    | 22.0                      | −6.8                      |
|                           | Verd                                            | Richard Dossett-Davies                          | 1.682                     | 3,2                       | +0,9                      |
|                           | UKIP                                            | Paul Wesson                                     | 1.356                     | 2,5                       | +0,9                      |
| Majoria                   | Majoria                                         | Majoria                                         | 14.156                    | 26,3                      |                           |
| Participació              | Participació                                    | Participació                                    | 53.869                    | 69,0                      | +3,1                      |
|                           | Circumscripció defensada pel Partit Conservador | Circumscripció defensada pel Partit Conservador | Canvi                     | +0.8                      |                           |

| Eleccions de 2001: Witney | Eleccions de 2001: Witney                       | Eleccions de 2001: Witney                       | Eleccions de 2001: Witney | Eleccions de 2001: Witney | Eleccions de 2001: Witney |
| Partit                    | Partit                                          | Candidat/a                                      | Vots                      | %                         | ±%                        |
| ------------------------- | ----------------------------------------------- | ----------------------------------------------- | ------------------------- | ------------------------- | ------------------------- |
|                           | Conservador                                     | David Cameron                                   | 22.153                    | 45,0                      | +2,0                      |
|                           | Laborista                                       | Michael Bartlet                                 | 14.180                    | 28,8                      | -1,8                      |
|                           | Liberal Demòcrata                               | Gareth Epps                                     | 10.000                    | 20,3                      | +0,5                      |
|                           | Verd                                            | Mark Stevenson                                  | 1.100                     | 2,2                       | +1,1                      |
|                           | Independent                                     | Barry Beadle                                    | 1,003                     | 2,0                       | N/A                       |
|                           | UKIP                                            | Kenneth Dukes                                   | 767                       | 1,6                       | +0,2                      |
| Majoria                   | Majoria                                         | Majoria                                         | 7.973                     | 16,2                      |                           |
| Participació              | Participació                                    | Participació                                    | 49.203                    | 65,9                      | -10,8                     |
|                           | Circumscripció defensada pel Partit Conservador | Circumscripció defensada pel Partit Conservador | Canvi                     |                           |                           |

### Dècada de 1990
| Eleccions de 1997: Witney | Eleccions de 1997: Witney                       | Eleccions de 1997: Witney                       | Eleccions de 1997: Witney | Eleccions de 1997: Witney | Eleccions de 1997: Witney |
| Partit                    | Partit                                          | Candidat/a                                      | Vots                      | %                         | ±%                        |
| ------------------------- | ----------------------------------------------- | ----------------------------------------------- | ------------------------- | ------------------------- | ------------------------- |
|                           | Conservador                                     | Shaun Woodward                                  | 24.282                    | 43,0                      | -14,8                     |
|                           | Laborista                                       | A. J. Hollingsworth                             | 17.254                    | 30,6                      | +12,5                     |
|                           | Liberal Demòcrata                               | A. Lawrence                                     | 11.202                    | 19,9                      | -2,7                      |
|                           | Partit del Referèndum                           | G. M. Brown                                     | 2.262                     | 4,0                       | ND                        |
|                           | UKIP                                            | M Montgomery                                    | 765                       | 1,4                       | ND                        |
|                           | Verd                                            | S. N. Chapple-Perrie                            | 636                       | 1,1                       | ND                        |
| Majoria                   | Majoria                                         | Majoria                                         | 7.028                     | 12,4                      | -27,3                     |
| Participació              | Participació                                    | Participació                                    | 56.401                    | 76,7                      |                           |
|                           | Circumscripció defensada pel Partit Conservador | Circumscripció defensada pel Partit Conservador | Canvi                     |                           |                           |

| Eleccions de 1992: Witney | Eleccions de 1992: Witney                       | Eleccions de 1992: Witney                       | Eleccions de 1992: Witney | Eleccions de 1992: Witney | Eleccions de 1992: Witney |
| Partit                    | Partit                                          | Candidat/a                                      | Vots                      | %                         | ±%                        |
| ------------------------- | ----------------------------------------------- | ----------------------------------------------- | ------------------------- | ------------------------- | ------------------------- |
|                           | Conservador                                     | Douglas Hurd                                    | 36.256                    | 56,4                      | -1,1                      |
|                           | Laborista                                       | James Plaskitt                                  | 13.688                    | 21,3                      | +4,6                      |
|                           | Liberal Demòcrata                               | I. M. Blair                                     | 13.393                    | 20,8                      | -4,9                      |
|                           | Verd                                            | C. Beckford                                     | 716                       | 1,1                       | +1,1                      |
|                           | Llei Natural                                    | S. B. Catling                                   | 134                       | 0,2                       | +0,2                      |
|                           | Conservador independent                         | M. C. C. Brown                                  | 119                       | 0,2                       | +0,2                      |
| Majoria                   | Majoria                                         | Majoria                                         | 22.568                    | 35,1                      | +3,4                      |
| Participació              | Participació                                    | Participació                                    | 64.306                    | 81,9                      | +4,7                      |
|                           | Circumscripció defensada pel Partit Conservador | Circumscripció defensada pel Partit Conservador | Canvi                     |                           |                           |

### Dècada de 1980
| Eleccions de 1987: Witney | Eleccions de 1987: Witney                       | Eleccions de 1987: Witney                       | Eleccions de 1987: Witney | Eleccions de 1987: Witney | Eleccions de 1987: Witney |
| Partit                    | Partit                                          | Candidat/a                                      | Vots                      | %                         | ±%                        |
| ------------------------- | ----------------------------------------------- | ----------------------------------------------- | ------------------------- | ------------------------- | ------------------------- |
|                           | Conservador                                     | Douglas Hurd                                    | 33.458                    | 57,5                      | +2,1                      |
|                           | Liberal                                         | M. E. Burton                                    | 14.994                    | 25,8                      | -5,1                      |
|                           | Laborista                                       | C. Collette                                     | 9.733                     | 16,7                      | +2,9                      |
| Majoria                   | Majoria                                         | Majoria                                         | 18.464                    | 31,7                      | 7,2                       |
| Participació              | Participació                                    | Participació                                    | 58.185                    | 77,3                      | +2,6                      |
|                           | Circumscripció defensada pel Partit Conservador | Circumscripció defensada pel Partit Conservador | Canvi                     |                           |                           |

| Eleccions de 1983: Witney | Eleccions de 1983: Witney                      | Eleccions de 1983: Witney                      | Eleccions de 1983: Witney | Eleccions de 1983: Witney | Eleccions de 1983: Witney |
| Partit                    | Partit                                         | Candidat/a                                     | Vots                      | %                         | ±%                        |
| ------------------------- | ---------------------------------------------- | ---------------------------------------------- | ------------------------- | ------------------------- | ------------------------- |
|                           | Conservador                                    | Douglas Hurd                                   | 28.695                    | 55,5                      |                           |
|                           | Liberal                                        | J. Baston                                      | 15.983                    | 30,8                      |                           |
|                           | Laborista                                      | Carole B. Douse                                | 7.145                     | 13,8                      |                           |
| Majoria                   | Majoria                                        | Majoria                                        | 12.717                    | 24,5                      |                           |
| Participació              | Participació                                   | Participació                                   | 51.823                    | 74,7                      |                           |
|                           | Circumscripció guanyada pel Partit Conservador | Circumscripció guanyada pel Partit Conservador | Canvi                     |                           |                           |